# ديف سميث (ملاكم)
ديف سميث (بالإنجليزية: Dave Smith) (17 فبراير 1962 - ) هو ملاكم أسترالي.